# Antonietta Di Martino
Antonietta Di Martino (ur. 1 czerwca 1978 w Cava de’ Tirreni) – włoska lekkoatletka specjalizująca się w skoku wzwyż.
Sportową karierę zaczynała od konkurencji wielobojowych, dopiero w późniejszym okresie skupiła się na skoku wzwyż. Uczestniczka igrzysk olimpijskich, medalistka mistrzostw świata oraz halowych mistrzostw Europy. Rekordzistka Włoch tak w hali jak i na stadionie oraz wielokrotna medalistka krajowego czempionatu. Przy wzroście 169 cm jest rekordzistką świata wśród kobiet jeśli chodzi o przewyższenie wzrostu przy skoku wzwyż. Reprezentowała swój kraj w meczach międzypaństwowych, zawodach pucharu Europy, drużynowych mistrzostw Starego Kontynentu oraz na początku kariery w pucharze Europy w wielobojach. Jest żołnierzem Włoskich Sił Zbrojnych.

## Kariera
Międzynarodowe starty zaczynała w 2000 roku od rywalizacji w pucharze Europy w wielobojach. W skoku wzwyż na dużej imprezie zadebiutowała rok później zajmując dwunaste miejsce w finale mistrzostw świata. Przez kolejne sezony zmagała się z kontuzjami i nie odnosiła sukcesów. W 2006 wróciła do dobrej dyspozycji zajmując piąte miejsce w halowych mistrzostwach świata oraz dziesiątą lokatę na mistrzostwach Europy. Największe tryumfy w dotychczasowej karierze święciła w sezonie 2007 – na jego początku zdobyła srebrny medal (po dyskwalifikacji Bułgarki Weneliny Wenewej) halowego czempionatu Starego Kontynentu, a latem została w Osace wicemistrzynią świata ex aequo z Rosjanką Anną Cziczerową. Na dziesiątym miejscu uplasowała się w finale igrzysk olimpijskich (2008). W 2009 po zdobyciu złotego medalu igrzyskach śródziemnomorskich zajęła czwarte miejsce podczas mistrzostw świata w Berlinie. Nie udało jej się awansować do finału mistrzostw Europy w Barcelonie latem 2010. Na początku sezonu halowego 2011 podczas mityngu w Bańskiej Bystrzycy, 9 lutego, pokonując poprzeczkę zawieszoną na wysokości 2,04 ustanowiła – przy swoim wzroście wynoszącym 169 cm – rekord świata kobiet w przewyższeniu skacząc 35 centymetrów powyżej swojego wzrostu. Po tych sukcesach zdobyła w Paryżu tytuł halowej mistrzyni Europy. Na początku sezonu letniego zmagała się z kontuzją jednak ostatecznie zdobyła brązowy medal mistrzostw świata w Daegu. Srebrna medalistka halowych mistrzostw świata z 2012.
Rekordy życiowe: stadion – 2,03 (24 czerwca 2007, Mediolan i 2 września 2007, Osaka); hala – 2,04 (9 lutego 2011, Bańska Bystrzyca). Rezultaty Di Martino są aktualnymi rekordami Włoch.

## Osiągnięcia

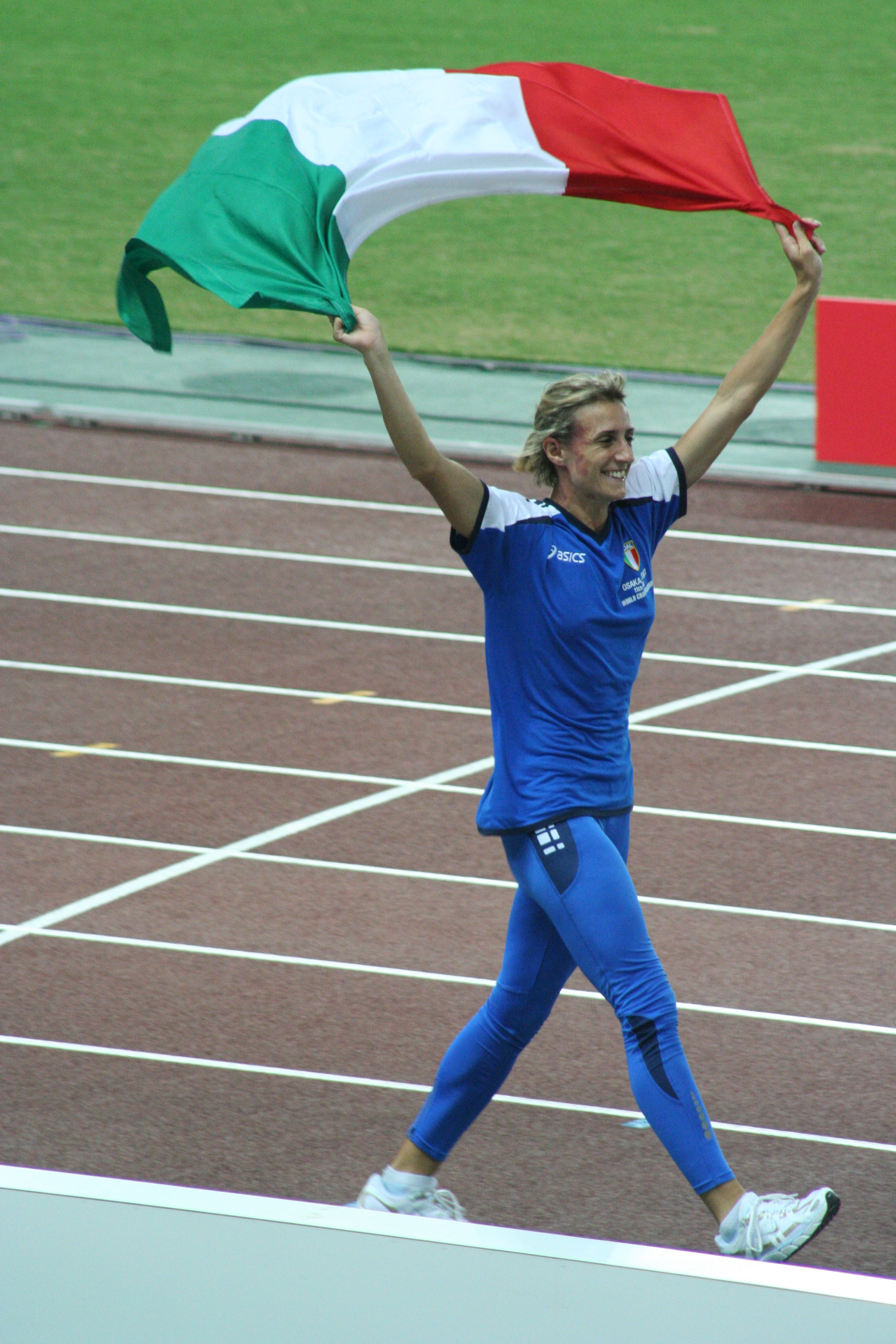
Zawodniczka po wywalczeniu srebrnego medalu na mistrzostwach świata w Osace

| Rok  | Impreza                                 | Miejsce    | Pozycja           | Wynik |
| ---- | --------------------------------------- | ---------- | ----------------- | ----- |
| 2001 | Superliga pucharu Europy                | Brema      | 3. miejsce        | 1,89  |
| 2001 | Mistrzostwa świata                      | Edmonton   | 12. miejsce       | 1,85  |
| 2001 | Uniwersjada                             | Pekin      | el. –             | 1,85  |
| 2002 | Superliga pucharu Europy                | Annecy     | 7. miejsce        | 1,87  |
| 2005 | Superliga pucharu Europy                | Florencja  | 5. miejsce        | 1,89  |
| 2006 | Halowe mistrzostwa świata               | Moskwa     | 5. miejsce        | 1,96  |
| 2006 | I liga pucharu Europy                   | Praga      | 3. miejsce        | 1,92  |
| 2006 | Mistrzostwa Europy                      | Göteborg   | 10. miejsce       | 1,92  |
| 2007 | Halowe mistrzostwa Europy               | Birmingham | 2. miejsce        | 1,96  |
| 2007 | I liga pucharu Europy                   | Mediolan   | 1. miejsce        | 2,03  |
| 2007 | Mistrzostwa świata                      | Osaka      | 2. miejsce        | 2,03  |
| 2007 | Światowy finał lekkoatletyczny IAAF     | Stuttgart  | 2. miejsce        | 1,97  |
| 2008 | Halowy pucharu Europy                   | Moskwa     | 4. miejsce        | 1,92  |
| 2008 | Superliga pucharu Europy                | Annecy     | 2. miejsce        | 1,95  |
| 2008 | Igrzyska olimpijskie                    | Pekin      | 10. miejsce       | 1,93  |
| 2009 | Superliga drużynowych mistrzostw Europy | Leiria     | 3. miejsce        | 2,00  |
| 2009 | Igrzyska śródziemnomorskie              | Pescara    | 1. miejsce        | 1,97  |
| 2009 | Mistrzostwa świata                      | Berlin     | 4. miejsce        | 1,99  |
| 2009 | Światowy finał lekkoatletyczny IAAF     | Saloniki   | 3. miejsce        | 1,97  |
| 2010 | Superliga drużynowych mistrzostw Europy | Bergen     | 1. miejsce        | 2,00  |
| 2010 | Mistrzostwa Europy                      | Barcelona  | el. – 13. miejsce | 1,90  |
| 2011 | Halowe mistrzostwa Europy               | Paryż      | 1. miejsce        | 2,01  |
| 2011 | Mistrzostwa świata                      | Daegu      | 3. miejsce        | 2,00  |
| 2012 | Halowe mistrzostwa świata               | Stambuł    | 2. miejsce        | 1,95  |